# Argas beklemischevi
Argas beklemischevi är en fästingart som beskrevs av Pospelova-Shtrom, Vasil'eva och Semashko 1963. Argas beklemischevi ingår i släktet Argas och familjen mjuka fästingar. Inga underarter finns listade i Catalogue of Life.